# Liste der türkischen Botschafter in Angola
Der türkische Botschafter in Angola leitet die türkische Botschaft in der angolanischen Hauptstadt Luanda. Sie liegt in der Avenida Pedro de Castro Van-Dunem Loy Nummer 535, im Mundo Verde-Viertel von Talatona, einem Wohngebiet im Stadtteil Luanda Sul.
| Ernennung Akkreditierung | Botschafter            | Bemerkung                                  | Liste der Ministerpräsidenten der Türkei | Liste der Staatsoberhäupter von Angola | Posten verlassen |
| ------------------------ | ---------------------- | ------------------------------------------ | ---------------------------------------- | -------------------------------------- | ---------------- |
| 12. März 2009            | Hassan Mehmet Ozulldiz | Sitz in Kinshasa                           | Recep Tayyip Erdoğan                     | António Paulo Kassoma                  |                  |
| 3. Apr. 2010             | Botschaft eröffnet     |                                            | Recep Tayyip Erdoğan                     | José Eduardo dos Santos                |                  |
| 8. Sep. 2011             | Hamit Osman Olcay      | (* 9. September 1961) Sohn von Osman Olcay | Recep Tayyip Erdoğan                     | José Eduardo dos Santos                | 25. Okt. 2013    |
| 25. Okt. 2013            | Ahmet İhsan Kızıltan   | (* 1965 in Izmir)                          | Recep Tayyip Erdoğan                     | José Eduardo dos Santos                |                  |